# 小金井市立小金井第二小学校
小金井市立第二小学校（こがねいしりつ だいにしょうがっこう）は、東京都小金井市桜町にある市立小学校。市内で2番目に開校した。

## 概要
本校は校庭芝生化になっており、2008年時点では東京都内で最も広い芝生の校庭となっていた。
知的障害学級
- 知的障害学級（さくら学級）、情緒障害学級（大空学級）、難聴・言語障害学級（こだま学級）と通常クラスをあわせて4種類の学級が存在する。

校庭全面芝生化
- 2008年、市内で最初の校庭全面芝生化が完成[動画 1][2][3]。

放課後子ども教室
- 本校の子供たちを保護する『二小放課後あそびひろば』をやっており自由遊び（室内、校庭、体育館）、体験（クラフト等）をしている[4]。PTAと文部科学省が運営している[5]。

全ての子どもを対象として、放課後や週末等に小学校の余裕教室等を活用し、安全・安心な子どもの活動拠点（居場所）を設け、地域の方々の参画を得て、子ども達に勉強やスポーツ・文化活動、地域住民との交流活動等の機会を提供することにより子どもたちが地域社会の中で、心豊かで健やかに育まれる環境づくりを推進する。—文部科学省、放課後子ども教室の事業目的

## 沿革
- 1946年 小金井国民学校中部分教場として授業開始。
- 1947年 開校式を挙行。この日をもって開校記念日となる。
- 1949年 給食開始。
- 1950年 校歌制定。
- 1957年 市制施行に伴い小金井市立小金井第二小学校に校名変更。
- 1959年 心障学級（さくら学級）開設（12名）。
- 1966年 本町小学校創立に伴い学区変更。児童573名転校。
- 1977年 情緒障害学級（大空学級）開設。
- 1981年 難聴学級（こだま学級）開設。
- 1994年 言語障害学級（ことばの学級）開設。
- 2008年 校庭全面芝生化完了。
- 2010年 東京都スポーツ教育推進校に指定3年目。
- 2023年 本校がコミュニティ・スクールとなった。
- 2024年 ブランコの修繕工事完了。
- 2025年 プールシャワー擁壁等改修工事完了[6]。

## 周囲
小学校の前にはマンションがあり、周囲に4つの公園（ゆずりは公園、上水公園、なかよし公園、小金井公園）がある。
- 小金井市立小金井第一中学校
- 小金井特別支援学校

- マンション（Brillia小金井桜町）
- 中古車販売店（ナナヨウオート）
- 公園
  - ゆずりは公園
  - 上水公園
  - 小金井公園
  - なかよし公園
- 小金井市立上水公園運動施設
- 市営住宅

## 著名な出身者
- 鈴木陽悦 - 元秋田テレビアナウンサー、元参議院議員[注 1]
- Everly（松尾悟郎、松尾賛之） - ミュージシャン[動画 2]。
- 島田麻央 - フィギュアスケート選手[注 2]

## 教育目標
本校ホームページより。
「◎」は、令和5年度時点の重点。
○ 心豊かな子ども
◎ 自ら考え行動する子ども
○ 健康な子ども

## 通学先中学校
小金井市公式ページより
- 小金井市立小金井第一中学校

## 通学区域
小金井市公式ページより
- 小金井市
  - 本町二丁目から本町四丁目（本町住宅の一部を除く）全域
  - 本町住宅７番１～７番５、８番５～８番７
  - 桜町二丁目から三丁目全域
  - 貫井北町三丁目２、３、６～４０
  - 小金井住宅１番１～３号棟

朝はわんわんパトロール（パトロール犬）が『二小わんわんパトロール』としてパトロールしている。2021年（令和3年）、東京都都民安全推進本部長より表彰された。

## 交通
- 武蔵小金井駅から徒歩15分[12]

## クラブ・委員会活動・イベント・宿泊学習
公式ホームページより。

### 委員会
- 代表委員会
- 運動委員会
- 飼育委員会
- 放送委員会
- 集会委員会
- 給食委員会
- 保健委員会
- 図書委員会
- 環境委員会

### イベント
- いもほり体験（1年・2年・さくら学級）
- 運動会
- たてわり班活動[注 3]
- 全校オリエンテーリング（外・中）[注 4]

### 移動教室・林間学校
- 清里林間学校（6年）[注 5]
- 鵜原海の移動教室（5年）[注 6]